# Gangneung
Gangneung là một thành phố Hàn Quốc, thuộc tỉnh Gangwon.

## Khí hậu
Gangneung có khí hậu cận nhiệt đới ẩm (phân loại Köppen Cfa).
| Dữ liệu khí hậu của Gangneung            | Dữ liệu khí hậu của Gangneung | Dữ liệu khí hậu của Gangneung | Dữ liệu khí hậu của Gangneung | Dữ liệu khí hậu của Gangneung | Dữ liệu khí hậu của Gangneung | Dữ liệu khí hậu của Gangneung | Dữ liệu khí hậu của Gangneung | Dữ liệu khí hậu của Gangneung | Dữ liệu khí hậu của Gangneung | Dữ liệu khí hậu của Gangneung | Dữ liệu khí hậu của Gangneung | Dữ liệu khí hậu của Gangneung | Dữ liệu khí hậu của Gangneung |
| Tháng                                    | 1                             | 2                             | 3                             | 4                             | 5                             | 6                             | 7                             | 8                             | 9                             | 10                            | 11                            | 12                            | Năm                           |
| ---------------------------------------- | ----------------------------- | ----------------------------- | ----------------------------- | ----------------------------- | ----------------------------- | ----------------------------- | ----------------------------- | ----------------------------- | ----------------------------- | ----------------------------- | ----------------------------- | ----------------------------- | ----------------------------- |
| Cao kỉ lục °C (°F)                       | 17.4 (63.3)                   | 21.4 (70.5)                   | 27.1 (80.8)                   | 33.6 (92.5)                   | 35.1 (95.2)                   | 37.0 (98.6)                   | 39.4 (102.9)                  | 38.9 (102.0)                  | 35.8 (96.4)                   | 32.3 (90.1)                   | 26.2 (79.2)                   | 21.8 (71.2)                   | 39.4 (102.9)                  |
| Trung bình ngày tối đa °C (°F)           | 5.3 (41.5)                    | 7.1 (44.8)                    | 11.7 (53.1)                   | 17.9 (64.2)                   | 22.7 (72.9)                   | 25.4 (77.7)                   | 28.1 (82.6)                   | 28.6 (83.5)                   | 24.6 (76.3)                   | 20.3 (68.5)                   | 14.0 (57.2)                   | 7.7 (45.9)                    | 17.8 (64.0)                   |
| Trung bình ngày °C (°F)                  | 0.9 (33.6)                    | 2.7 (36.9)                    | 7.0 (44.6)                    | 13.1 (55.6)                   | 17.9 (64.2)                   | 21.3 (70.3)                   | 24.7 (76.5)                   | 25.0 (77.0)                   | 20.5 (68.9)                   | 15.6 (60.1)                   | 9.5 (49.1)                    | 3.3 (37.9)                    | 13.5 (56.3)                   |
| Tối thiểu trung bình ngày °C (°F)        | −2.7 (27.1)                   | −1.3 (29.7)                   | 2.6 (36.7)                    | 8.2 (46.8)                    | 13.3 (55.9)                   | 17.5 (63.5)                   | 21.6 (70.9)                   | 21.9 (71.4)                   | 17.0 (62.6)                   | 11.5 (52.7)                   | 5.6 (42.1)                    | −0.5 (31.1)                   | 9.6 (49.3)                    |
| Thấp kỉ lục °C (°F)                      | −20.2 (−4.4)                  | −15.9 (3.4)                   | −11.7 (10.9)                  | −3.5 (25.7)                   | −0.8 (30.6)                   | 6.0 (42.8)                    | 11.3 (52.3)                   | 13.7 (56.7)                   | 6.3 (43.3)                    | −1.9 (28.6)                   | −9.3 (15.3)                   | −15.3 (4.5)                   | −20.2 (−4.4)                  |
| Lượng Giáng thủy trung bình mm (inches)  | 47.9 (1.89)                   | 48.0 (1.89)                   | 65.1 (2.56)                   | 81.9 (3.22)                   | 79.2 (3.12)                   | 118.5 (4.67)                  | 250.2 (9.85)                  | 292.9 (11.53)                 | 229.3 (9.03)                  | 113.9 (4.48)                  | 81.1 (3.19)                   | 36.9 (1.45)                   | 1.444,9 (56.89)               |
| Số ngày giáng thủy trung bình (≥ 0.1 mm) | 6.2                           | 5.7                           | 8.8                           | 8.9                           | 9.1                           | 10.8                          | 16.0                          | 16.4                          | 11.8                          | 7.8                           | 7.3                           | 4.6                           | 113.4                         |
| Số ngày tuyết rơi trung bình             | 6.0                           | 6.0                           | 4.3                           | 0.3                           | 0.0                           | 0.0                           | 0.0                           | 0.0                           | 0.0                           | 0.0                           | 0.9                           | 2.9                           | 20.2                          |
| Độ ẩm tương đối trung bình (%)           | 46.8                          | 49.2                          | 52.8                          | 52.2                          | 59.3                          | 69.3                          | 74.7                          | 76.4                          | 73.0                          | 61.5                          | 52.7                          | 45.6                          | 59.5                          |
| Số giờ nắng trung bình tháng             | 190.2                         | 182.2                         | 199.3                         | 209.6                         | 218.7                         | 176.9                         | 148.9                         | 151.3                         | 162.1                         | 192.5                         | 175.2                         | 189.7                         | 2.196,6                       |
| Phần trăm nắng có thể                    | 60.0                          | 56.7                          | 50.3                          | 51.6                          | 47.5                          | 37.3                          | 30.8                          | 35.1                          | 42.1                          | 54.1                          | 55.9                          | 61.5                          | 47.3                          |
| Nguồn:                                   |                               |                               |                               |                               |                               |                               |                               |                               |                               |                               |                               |                               |                               |

## Thành phố kết nghĩa
- Chichibu, Nhật Bản[6]
- Öskemen, Kazakhstan
- Mang, Trung Quốc[7]
- Indang, Philippines[8]